# كاحل (موشاف)
كاحل (عبرية: כָּחָל) هو موشاف في الجليل قرب الطريق السريع 85 في شمالي إسرائيل. يعتبر الموشاف مجتمع زراعي مشترك. يقع على حدود الجليل الأعلى والجليل الأسفل، شمال بحيرة طبريا وشمال غرب الطابغة مباشرة. يتبع لمجلس مفوؤوت هحرمون الإقليمي وتم تأسيسه في عام 1980 على أراضي قرية القديرية.

## روابط خارجية
- صورة فوتوغرافية